# Sericopelma ferrugineum
Sericopelma ferrugineum là một loài nhện trong họ Theraphosidae.
Loài này thuộc chi Sericopelma. Sericopelma ferrugineum được Carlos E. Valerio miêu tả năm 1980.